# 73. ročník udílení Oscarů
73. ročník udílení Oscarů proběhl 25. března 2001 ve Shrine Auditorium, (Los Angeles) a udílel ocenění pro nejlepší filmařské počiny roku 2000. Udílely se ceny ve 23 kategoriích a producenty byl Gil Cates. Večer poprvé moderoval Steve Martin.

## Nominace a vítězové
Vítězové v dané kategorii jsou uvedeni tučně.
| Nejlepší film | Nejlepší režie |
| --- | --- |
| Gladiátor - Čokoláda - Tygr a drak - Erin Brockovich - Traffic – nadvláda gangů | Steven Soderbergh – Traffic – nadvláda gangů - Stephen Daldry – Billy Elliot - Ang Lee – Tygr a drak - Steven Soderbergh – Erin Brockovich - Ridley Scott – Gladiátor |
| Nejlepší herec | Nejlepší herečka |
| Russell Crowe jako Maximus Decimus Meridius – Gladiátor - Javier Bardem jako Reinaldo Arenas – Než se setmí - Tom Hanks jako Chuck Noland – Trosečník - Ed Harris jako Jackson Pollock – Pollock - Geoffrey Rush jako Marquis de Sade – Quills – Perem markýze de Sade                                                                           | Julia Roberts jako Erin Brockovich – Erin Brockovich - Joan Allen jako Laine Hanson – Kandidáti - Juliette Binoche jako Vianne Rocher – Čokoláda - Ellen Burstyn jako Sara Goldfarb – Requiem za sen - Laura Linneyová jako Samantha Prescott – Na mě se můžeš spolehnout |
| Nejlepší herec ve vedlejší roli | Nejlepší herečka ve vedlejší roli |
| Benicio del Toro jako Javier Rodríguez – Traffic – nadvláda gangů - Jeff Bridges jako Jackson Evans – Kandidáti - Willem Dafoe jako Max Schreck – Ve stínu upíra - Albert Finney jako Ed Masry – Erin Brockovich - Joaquin Phoenix jako Commodus – Gladiátor                                                                                     | Marcia Gay Harden jako Lee Krasner – Pollock - Judi Dench jako Armande Voizin – Čokoláda - Kate Hudson jako Penny Lane – Na pokraji slávy - Frances McDormandová jako paní Millerová – Na pokraji slávy - Julie Waltersová jako paní Wilkinsonová – Billy Elliot          |
| Nejlepší původní scénář | Nejlepší adaptovaný scénář |
| Na pokraji slávy – Cameron Crowe - Billy Elliot – Lee Hall - Erin Brockovich – Susannah Grant - Gladiátor – David Franzoni, John Logan a William Nicholson - Na mě se můžeš spolehnout – Kenneth Lonergan | Traffic – nadvláda gangů – Stephen Gaghanbased - Čokoláda – Robert Nelson Jacobs - Tygr a drak – James Schamus, Hui-Ling Wang a Kuo Jung Tsai - Bratříčku, kde jsi? – Joel Coen a Ethan Coen - Skvělí chlapi – Steve Kloves                                               |
| Nejlepší cizojazyčný film | Nejlepší dokument |
| Tygr a drak (Tchaj-wan) – Ang Lee - Amores perros - Láska je kurva (Mexiko) – Alejandro González Iñárritu - Musíme si pomáhat (Česko) – Jan Hřebejk - Everybody's Famous! (Belgie) – Dominique Deruddere - The Taste of Others (Francie) – Agnès Jaoui                                                                                           | Do cizí náruče – Mark Jonathan Harris a Deborah Oppenheimer - Legacy – Tod Lending - Long Night's Journey into Day – Frances Reid a Deborah Hoffmann - Scottsboro: An American Tragedy – Barak Goodman a Daniel Anker - Sound and Fury – Josh Aronson a Roger Weisberg    |
| Nejlepší krátký dokument | Nejlepší krátký hraný film |
| Big Mama – Tracy Seretean - Curtain Call – Chuck Braverman a Steve Kalafer - Dolphins – Greg MacGillivray a Alec Lorimore - The Man on Lincoln's Nose – Daniel Raim - On Tiptoe: Gentle Steps to Freedom – Eric Simonson a Leelai Demoz | Quiero ser (I want to be...) – Florian Gallenberger - By Courier – Peter Riegert a Ericka Frederick - One Day Crossing – Joan Stein a Christina Lazaridi - Seraglio – Gail Lerner and Colin Campbell - A Soccer Story – Paulo Machline                                    |
| Nejlepší krátký animovaný film | Nejlepší vizuální efekty |
| Father and Daughter – Michaël Dudok de Wit - Periwig Maker – Steffen Schäffler a Annette Schäffler - Rejected – Don Hertzfeldt | Gladiátor – John Nelson, Neil Corbould, Tim Burke a Rob Harvey - Muž bez stínu – Scott E. Anderson, Craig Hayes, Scott Stokdyk a Stan Parks - Dokonalá bouře – Stefen Fangmeier, Habib Zargarpour, John Frazier a Walt Conti                                              |
| Nejlepší píseň | Nejlepší zvukové efekty |
| „Things Have Changed“ – Bob Dylan – Skvělí chlapi - „A Fool In Love“ – Randy Newman – Fotr je lotr - „I've Seen It All“ – Björk, Lars von Trier a Sjon Sigurdsson – Tanec v temnotách - „A Love Before Time“ – Jorge Calandrelli, Tan Dun a James Schamus – Tygr a drak - „My Funny Friend and Me“ – Sting a David Hartley – Není král jako král | Ponorka U-571 – Jon Johnson - Vesmírní kovbojové – Alan Robert Murray a Bub Asman |
| Nejlepší zvuk | Nejlepší výprava |
| Gladiátor – Scott Millan, Bob Beemer a Ken Weston - Trosečník – Randy Thom, Tom Johnson, Dennis Sands a William B. Kaplan - Patriot – Kevin O'Connell, Greg P. Russell a Lee Orloff - Dokonalá bouře – John Reitz, Gregg Rudloff, David Campbell a Keith A. Wester - Ponorka U-571 – Steve Maslow, Gregg Landaker, Rick Kline a Ivan Sharrock    | Tygr a drak – Timmy Yip - Gladiátor – Arthur Max a Crispian Sallis - Grinch – Michael Corenblith a Merideth Boswell - Quills – Perem markýze de Sade – Martin Childs a Jill Quertier - Vatel – Jean Rabasse a Françoise Benoît-Fresco                                     |
| Nejlepší kamera | Nejlepší střih |
| Tygr a drak – Peter Pau - Gladiátor – John Mathieson - Maléna – Lajos Koltai - Bratříčku, kde jsi? – Roger Deakins - Patriot – Caleb Deschanel | Traffic – nadvláda gangů – Stephen Mirrione - Na pokraji slávy – Joe Hutshing a Saar Klein - Tygr a drak – Tim Squyres - Gladiátor – Pietro Scalia - Skvělí chlapi – Dede Allen                                                                                           |
| Nejlepší masky | Nejlepší kostýmy |
| Grinch – Rick Bakerand Gail Rowell-Ryan - Cela – Michèle Burke a Edouard Henriques - Ve stínu upíra – Ann Buchanan a Amber Sibley | Gladiátor – Janty Yates - 102 dalmatinů – Anthony Powell - Tygr a drak – Timmy Yip - Grinch – Rita Ryack - Quills – Perem markýze de Sade – Jacqueline West |
| Nejlepší hudba | |
| Tygr a drak – Tan Dun - Čokoláda – Rachel Portman - Gladiátor – Hans Zimmer - Maléna – Ennio Morricone - Patriot – John Williams | |